# ゴスペル (音楽)
ゴスペル (英語：Gospel music) または福音音楽（ふくいんおんがく）は、アメリカ発祥の音楽の一ジャンル。元来はキリスト教プロテスタント系の宗教音楽。ゴスペル音楽（ゴスペルおんがく）ともいう。ゴスペルは英語で福音および福音書の意。「霊歌」（スピリチュアル、黒人霊歌）は白人の教会音楽、クラシック音楽と、黒人音楽の融合音楽ジャンルである。それに対してゴスペルは黒人の心情表現や、リズムにおけるアフリカ的なシンコペーションなどが特徴で、トーマス・A・ドーシーらが代表的な作曲者だった。

## 概要
奴隷としてアメリカ大陸に連行されたアフリカ人は、彼ら独自の言語・宗教などをいっさい剥奪された。アフリカ系アメリカのゴスペル音楽は、その苦しい状況下で、アメリカ南部のプロテスタントの福音（ゴスペル）と出会い、キリスト教への改宗を経て、神を賛美する音楽を奏でるようになったものである。こうしてアフリカ特有の跳ねるリズム、ブルー・ノート・スケールや口承の伝統などと、ヨーロッパの賛美歌などの音楽が融合して、スピリチュアル（黒人霊歌 negro spiritual とも言う）という現在のゴスペルのルーツとなる音楽が生まれた。奴隷制の下では厳しく歌やダンスを制限されたが、奴隷解放後は、ホーリネス派のように打楽器の使用を認める宗派も登場した。
アフリカ系アメリカのゴスペルミュージックに顕著なコール・アンド・レスポンスの技法は、こうした黒人音楽の一つの特徴となり、後年ソウル、ロックなど他のジャンルでも使用されるようになっている。
ゴスペル・ミュージックには、1930年代から黒人教会で演奏され始めたブラック・ゴスペル（一般的にはこちらを指す）と、白人クリスチャンアーティストが歌っていたホワイト・ゴスペルがある。黒人と白人の教会それぞれが完全に分離していた（→人種差別、ジム・クロウ法）ためと、黒人・白人のリズム感が異なるなどの理由で音楽性はかなり異なったものになっていた。21世紀では、アフリカ系アメリカのゴスペルを「ゴスペル・ミュージック」、ホワイト・ゴスペルを「コンテンポラリー・クリスチャン・ミュージック (CCM)」と呼ぶのが通例とも言える。キリスト教会でもこれを用いる教会と用いない教会があるが、礼拝には時にバンドまで繰り出すこともあり、ゴスペル音楽は広範な地域で演奏されている。
教会、礼拝 (Christian worship) に関連した場所・イベントのみで演奏したが、花屋などの事業にも手を出したマヘリア・ジャクソン、ナイトクラブなど世俗での演奏をしたゴールデン・ゲート・カルテット、クララ・ウオードなど演奏形態は様々だった。シスター・ロゼッタ・サープはギターをひきながら、布教活動をおこなった。ゴスペル・カルテットは、Fisk Jubilee Singersの初期の成功に続いて、アカペラ・スタイルを発展させた。1930年代には、フェアフィールド・フォー、ディキシー・ハミングバーズ、ミシシッピのファイブブラインドボーイズ、アラバマのファイブ・ブラインド・ボーイズ、ソウル・スターラーズ、スワン・シルバートーンズが登場した。センセーショナル・ナイチンゲイルズで活躍したジュリアス・チークスは、その激情型のシャウト・スタイルにより「最初のソウル・シンガー」と呼ばれた。ウィルソン・ピケット、ジェームス・ブラウン、デヴィッド・ラフィン、ジェームズ・カー、オーティス・クレイらは、ジュリアス・チークスに影響を受けたソウル歌手の例である。

## 詳細
これらの知名度の高いカルテットに加えて、1920年代から30年代にかけて多くの有名無名のゴスペル・ミュージシャンが演奏を行い、ふだんはアメリカ南部の通りで、ギターを弾いたり歌ったりしていた。その中で有名なのは、ブラインド・ウィリー・ジョンソンらである。なお、ゴスペル音楽においては、エバンジェリスト、ジュビリー・コーラスほかの分類がある。
1930年代、シカゴでは、1920年代に「ジョージア・トム」という名前で世俗的なブルース音楽を書いて演奏してきたトーマス・A・ドーシー（作曲「プレシャス・ロード、テイク・マイ・ハンド」の作曲で知られる）がゴスペル音楽に転向し出版社を設立した。彼は妊娠中の妻と子の死を含め、彼の人生で多くの試練を経験した。トーマスはバプテストの牧師であった彼の父から聖書の知識を得て、そして彼の母親によってピアノを弾くようにすすめられた。家族がアトランタに引っ越したとき、彼はブルースのミュージシャンと仕事を始めた。ドーシーはタンパ・レッドとも仕事をしたことがある。1930年は近代的なゴスペル音楽が始まった年であるとも言われてきた。なぜなら、全国バプテスト協議会が1930年の会議で初めて公に音楽を承認したからである。ドーシーはゴスペル音楽を広める努力をした。アメリカ合衆国の初期のリズム・アンド・ブルースに影響を受けたゴスペル・グループは、当時充分な楽器を備え付けられなかった黒人教会の状況も手伝って、アカペラという形態のゴスペルを広めた。後にゴスペル出身のサム・クックはソウル・スターラーズを脱退して、ゴスペルから世俗音楽のソウルへと転向した。サム・クック、ジェームス・ブラウン、レイ・チャールズ、ジャッキー・ウィルソンらはソウル・ミュージックのルーツのシンガーと見られている。この聖から俗へという流れは、少なからず教会の反感を買った。
多くのソウルシンガー、アレサ・フランクリン、ウィルソン・ピケット、サム&デイヴなどは幼い頃から教会で親しんでいたゴスペルに、大いに影響を受けたと言われる。また、サイモン&ガーファンクルの大ヒット曲「明日にかける橋」は、アレサ・フランクリンがカバーしている。ゴスペルクワイア（聖歌隊）と呼ばれる数人～100名以上から成る力強いコーラス隊を曲の途中（曲の最高潮部分など）から登場させるのは伝統的ゴスペルの手法だが、ロックやポップスでも使用される場合もある。
1990年代頃から生まれたジャンルとして、キリスト教の布教用歌詞をラップ歌詞に乗せたゴスペル・ラップ（holy hip hop, Christian hip hop）などがある。若い牧師・説教者などが教会で説教する際、時折（通常なら説教に関連した歌のフレーズを口ずさむ所を）ラップに代用させる者もいる。
ジャズ、ブルース、リズム・アンド・ブルース、ヒップホップ、ファンクなど、黒人音楽の多様化はそのままゴスペルの世界にも投影され、聖書をベースとしたメッセージが、これらの多様な黒人音楽スタイルにのせて歌われている。1830年代に誕生した白人のオルターコール（Altar Call）は、20世紀には右派・保守派のビリー・グラハムによって利用された。

## ゴスペルを題材にした映画
- 『天使にラブ・ソングを…』 Sister Act  (1992)　ウーピー・ゴールドバーグ主演。
日本におけるゴスペルブームの火付け役となった作品。
ただし、この映画は聖母マリアの崇敬を行うカトリック教会を舞台としており、あくまで「既存の商業音楽の歌詞を聖歌的解釈に置き換えてゴスペル風のアレンジで歌う」というスタイルで描かれているため、宗教的、音楽的観点から言えばプロテスタント文化であるゴスペル音楽とは異なり、既存のゴスペルナンバーは一切使われていない。
- 『天使にラブ・ソングを2』 Sister Act 2: Back in the Habit  (1993)　ウーピー・ゴールドバーグ主演。
上記作品の続編。劇中歌として使われたゴスペルナンバー『「オー・ハッピー・デイ』が日本での本格的なゴスペルブーム到来をもたらした。
- 『天使の贈りもの』 The Preacher's Wife (1996)
- 『ファイティング・テンプテーションズ』 Fighting Temptations (2003)
- 『ゴスペル』　The Gospel（2005）
- 『ジョイフル・ノイズ』 Joyful Noise (2012)

## ワーシップ・ミュージック
ワーシップ・ミュージックについてはコンテンポラリー・ワーシップ・ミュージックを参照。

## 主な音楽家
| - ジュリアス・チークス - センセーショナル・ナイチンゲールズ - チョーズン・ゴスペル・シンガーズ - スワン・シルバートーンズ - ウィリー・メイ・フォード - ソウル・スターラーズ （サム・クックが在籍した） - クララ・ウォード - ファイブ・ブラインド・ボーイズ・オブ・アラバマ - ファイブ・ブラインド・ボーイズ・オブ・ミシシッピ - ベルズ・オブ・ジョイ - キャラバンズ - スピリット・オブ・メンフィス - サウンズ・オブ・ブラックネス - カーク・フランクリンズ・ニュー・ネイション - ジェームス・クリーブランド - シャーリー・シーザー | - マーロン・ストークス - クロード・ジーター - ジョー・ペース - ヘゼカイア・ウォーカー - フレッド・ハモンド - ドニー・マクラーキン - アーチー・ブラウン・リー - ブラザー・ジョー・メイ - アル・グリーン - マービン・サップ - カレン・クラーク・シェアード - ドン・ブライアント - デイヴィス・シスターズ - マヘリア・ジャクソン - 亀渕友香 |

## クリスチャン・ミュージックの歌手
- SEISHI TOYA
- TiA
- 本田路津子
- 森祐理
- 久米小百合（久保田早紀）
- 小坂忠
- シスター・ジャネット・ミード[注 11]
- オークリッジ・ボーイズ
- アウト・オブ・ダークネス（英国プログレ）
- 11.59（英国プログレ）
- ストライパー（USA)
- ザ・クロスビーツ（英国）
- キャドモン（英国）